# Ricky Whittle
Richard "Ricky" Whittle (Oldham, Gran Mánchester; 31 de diciembre de 1981) es un actor inglés. Es conocido por interpretar a Calvin Valentine en la serie de Channel 4 Hollyoaks, Daniel Zamora en la serie de ABC Mistresses, Lincoln en la serie de The CW The 100 y Shadow Moon en la serie de Starz American Gods.

## Carrera
En 2000 durante su carrera como modelo se convirtió en el rostro de la campaña de Reebok.
En 2004 interpretó a su primer personaje gay David Richards en la serie Holby City. 
El 17 de julio de 2006 obtuvo su primer papel en la televisión cuando se unió al elenco principal de la exitosa serie británica Hollyoaks donde interpretó a Calvin Valentine, hasta el 1 de diciembre de 2010, después de que su personaje fuera asesinado el día de su boda. El 16 de febrero de 2011 apareció como fantasma en el programa.
En enero de 2008 participó en el programa The Weakest Link.
En 2009 participó en el programa Strictly Come Dancing su pareja fue la bailarina profesional Natalie Lowe, sin embargo quedaron en segundo lugar.
En 2014 Ricky interpretó a Lincoln, uno de los personajes principales en la serie de éxito juvenil, the 100 hasta el año 2016.
En enero de 2016 se anunció que Ricky se uniría al elenco de la serie American Gods en donde dará vida a Shadow Moon. La serie es una adaptación de la novela de fantasía American Gods, de Neil Gaiman. La serie fue estrenada en 2017.

## Filmografía

### Cine
| Año  | Título             | Rol             | Notas        |
| ---- | ------------------ | --------------- | ------------ |
| 2011 | Losing Sam         | Samuel          | Cortometraje |
| 2013 | Austenland         | Capitán East    |              |
| 2018 | Nappily Ever After | Clint           |              |
| 2024 | Land of Bad        | Sargento Bishop |              |

### Televisión
| Año       | Título                | Rol              | Notas                                      |
| --------- | --------------------- | ---------------- | ------------------------------------------ |
| 2004      | Holby City            | David Richards   | Episodio: "You Can Choose Your Friends..." |
| 2002–2007 | Dream Team            | Ryan Naysmith    | 77 episodios                               |
| 2006–2011 | Hollyoaks             | Calvin Valentine | 238 episodios                              |
| 2009      | Strictly Come Dancing | Él mismo         | Concursante                                |
| 2011      | Candy Cabs            | Eddie Shannon    | Episodio: "Episode Two"                    |
| 2012      | Single Ladies         | Charles          | 8 episodios                                |
| 2013      | NCIS                  | Lincoln          | Episodio: "Detour"                         |
| 2014–2016 | The 100               | Lincoln          | Elenco principal; 29 episodios             |
| 2014      | Mistresses            | Daniel Zamora    | 10 episodios                               |
| 2017–2021 | American Gods         | Shadow Moon      | Elenco principal                           |
| 2024      | Secret Level          | Cross            | Episodio "Crossfire"                       |

## Premios y nominaciones
| Año  | Premiación          | Categoría           | Trabajo   | Resultado |
| ---- | ------------------- | ------------------- | --------- | --------- |
| 2007 | British Soap Awards | Sexiest Male        | Hollyoaks | Nom       |
| 2008 | British Soap Awards | Sexiest Male        | Hollyoaks | Nom       |
| 2009 | British Soap Awards | Sexiest Male        | Hollyoaks | Nom       |
| 2010 | British Soap Awards | Sexiest Male        | Hollyoaks | Nom       |
| 2010 | TRIC Award          | TV Soap Personality | Hollyoaks | Ganador   |